# Pierre el-Khoury
Pour les articles homonymes, voir Khoury.
Pierre el-Khoury (1930-2005) est un architecte libanais. Il a étudié à Paris à l'École  nationale des beaux-arts (1957), puis retourne au Liban. Il conçoit plus de deux cents projets dont la tour de Bourj al-Ghazal, l'immeuble résidentiel Moritra, et le BelHorizon Village.
Il aide à la restauration de plusieurs maisons de Baadarâne, Aley et Aramoun et a rénové un palais de Beit ed-Dine pour le transformer en hôtel avec Amin Bizri en 1965. Il travaille avec de jeunes architectes comme  Kamal Homsi, Jacques Abou Khaled, Semaan Khoury, Pierre Bassil, Joseph Faysal, Antoine Gemayel, Joe Geitani et Tarek Zeidan.
Il meurt d'un cancer des os à Beyrouth.

## Œuvres
- Résidence el-Khoury à Yarzé (1959)[2]
- Couvent des Clarisses de Yarzé (1960)
- Monastère près de Jezzine
- Complexe pénitentiaire pour la prison de Roumieh
- Basilique  Notre-Dame d'Harissa surplombant la baie de Jounieh (avec Noël Abouhamad)
- Pavillon libanais de la foire de New York (1963) avec Assem Salam et Michel Harmouch
- Centre Byblos (1960) avec Henri Eddé
- Extension de l'aéroport de Beyrouth avec Assaad Raad
- Centre Sabbagh avec Alvar Aalto et Alfred Roth